# 윌리엄 로웰 퍼트넘 수학경시대회
윌리엄 로웰 퍼트넘 수학경시대회(William Lowell Putnam Mathematical Competition), 또는 퍼트넘 수학경시대회는 미국과 캐나다의 대학생 대상으로 매년 시행하는 미국의 수학경시대회이다. 미국수학협회(MAA, The Mathematical Association of America)가 주관한다.

## 역사
1927년 엘리자베스 로웰 퍼트넘이 미국의 변호사이자 은행가인 윌리엄 로웰 퍼트넘 시니어의 이름을 따온 재단을 설립하였고, 대학생들을 대상으로 한 수학경시대회를 만들고자 하였다. 1935년 미국수학협회의 주관 하에 첫 경시대회가 개최되었고, 이후 매년 대회가 열리고 있다.

## 수상자
매 해마다 열리는 대회에서 상위 5위 이내의 성적을 받은 사람들을 퍼트넘 펠로(Putnam Fellows)로 수상한다.
대표적인 퍼트넘 펠로와 수상년도는 다음과 같다.
- 리처드 파인만 (MIT, 1939)
- 에드워드 카플란 (카네기 멜런 대학교, 1939, 1940, 1941)
- 에우제니오 칼라비 (MIT, 1946)
- 로버트 밀스 (컬럼비아 대학교, 1948)
- 켄 윌슨 (하버드 대학교, 1954, 1956)
- 로빈 하츠혼 (하버드 대학교, 1958-가을)
- 스티븐 애들러 (하버드 대학교, 1959)
- 얼윈 벌리캄프 (MIT, 1961)
- 피터 쇼어 (칼텍, 1978)
- 노암 엘키스 (컬럼비아 대학교, 1982, 1983, 1984)
- 치프리안 마놀레스쿠 (하버드 대학교, 1997, 1998, 2000)